# Phytodietus variegatus
Phytodietus variegatus là một loài tò vò trong họ Ichneumonidae.